# Rousham
 (octobre 2023).
Rousham est une paroisse civile et un village de l'Oxfordshire, en Angleterre.